# Jackson River (Virginia)
Der Jackson River ist der rechte Quellfluss des James River im US-Bundesstaat Virginia und hat eine Länge von 155,1 km.

## Verlauf
Der Jackson River entspringt im Highland County, VA nahe der Grenze zu West Virginia. Er verläuft in südlicher Richtung zwischen dem Back Creek Mountain und dem Jack Mountain. Im Anschluss durchquert er das Bath County. Der Jackson River wird vom Gathright Dam im Alleghany County aufgestaut, wodurch der Lake Moomaw entsteht. Unterhalb des Damms fließt der Jackson River nach Süden und dann nach Osten durch das Alleghany County, durch die Kleinstadt Covington und die Gemeinde Clifton Forge, bevor er sich mit dem Cowpasture River zum James River vereinigt.

## Hydrologie
Der mittlere Abfluss am Pegel Covington unterhalb der Einmündung des Dunlap Creek beträgt 14 m³/s. Im Folgenden die mittleren monatlichen Abflüsse in m³/s im Zeitraum Oktober 1979 bis März 2022.

## Namensbildung
Der Fluss ist nach dem ersten weißen Siedler an seinen Ufern benannt, William Jackson, der 1750 von König George II. ein Stipendium bekam. Jackson war möglicherweise ein Bekannter von Alexander Dunlap, der erste weiße Siedler am Calfpasture River.